# Ienissei
El Ienissei (del rus: Енисе́й; mongol: Енисей мөрөн, Yenisei mörön; buriat: Горлог мүрэн, Gorlog müren; tuvinià: Улуг-Хем, Uluğ-Hem; khakàs: Ким суг, Kim sug) és el més gran dels sistemes fluvials que flueixen cap a l'oceà Àrtic i el cinquè riu més llarg del món. Neix a Mongòlia i es dirigeix cap al nord per desembocar al Mar de Kara en l'estuari anomenat Golf del Ienissei. Aquest gran riu drena una gran part de la Sibèria Central, amb el recorregut més llarg seguint el Ienissei–Angarà-Selengà-Ider, d'uns 5.500 km.
El curs alt, subjecte a corrents ràpids i inundacions, recorre àrees amb escassa població. Al curs mitjà hi abunden les preses hidroelèctriques, construïdes parcialment per treballadors del gulag en temps soviètics, que donen energia a gran part de la indústria russa. La contaminació continua essent un problema difícil de corregir en aquesta àrea. Durant el curs per la taigà, el Ienissei rep les aigües de nombrosos afluents i finalment arriba a la mar de Kara en un entorn de tundra, on es manté glaçat més de sis mesos l'any.

## Geografia

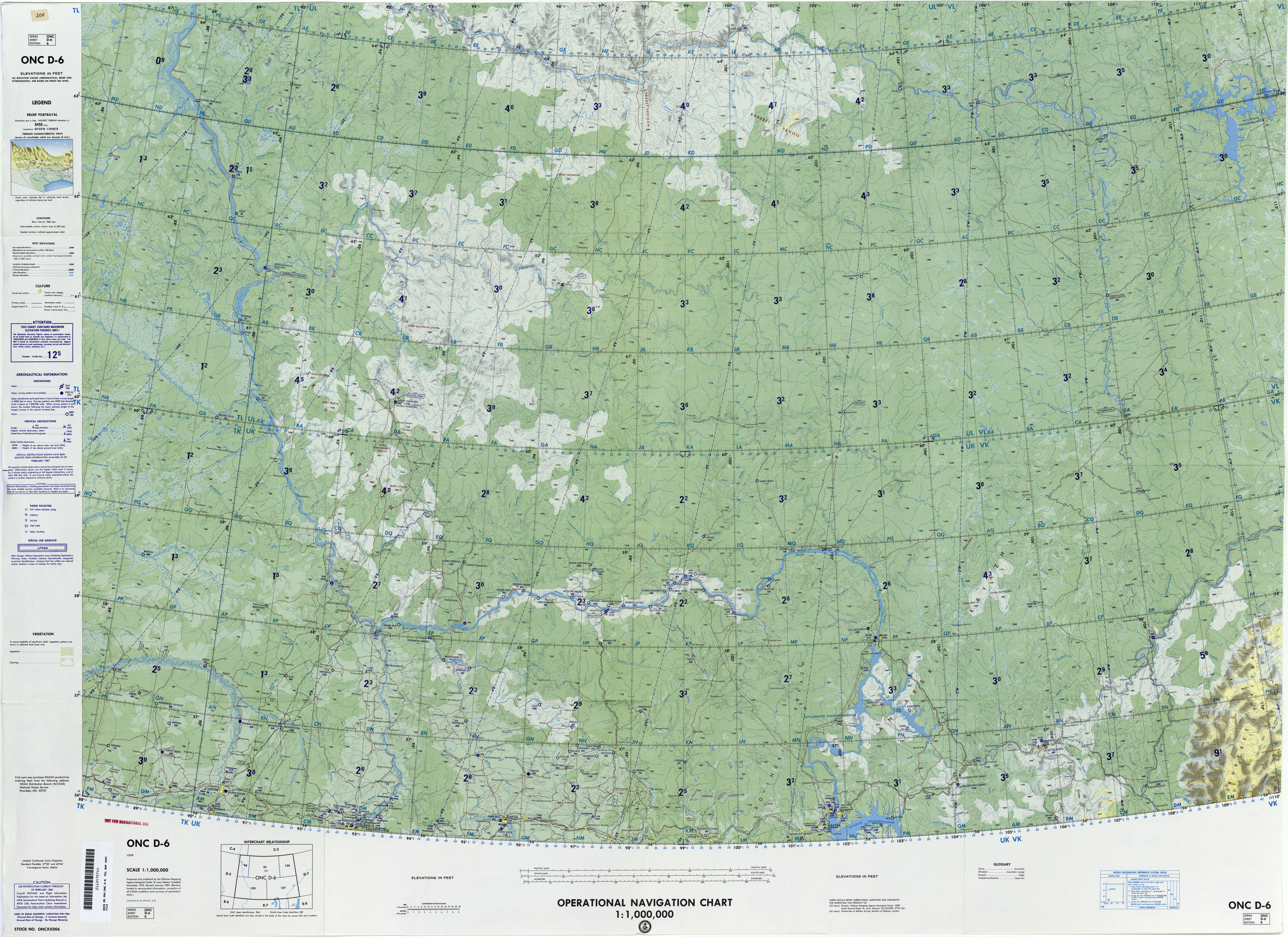
Mapa que inclou el riu Ienissei

El Ienissei pròpiament dit, des de la confluència dels seus rius Gran Ienissei i petit Ienissei a Kizil fins a la seva desembocadura al mar de Kara, és de 3.487 km de llarg. Des de la font del seu afluent Selengà, té 5.075 km. Té una conca hidrogràfica de 2.580.000 km². El Ienissei flueix a través dels subjectes federals russos Tuvà i Khakàssia.

### Curs alt
El Ienissei sorgeix amb dos corrents principals: el Bolxoi (gran) Ienissei, conegut també amb el nom de Bii-Khem (Бии-Хем), Neix a la regió de Tuvà, al flanc sud del Saian oriental i al nord de les muntanyes Tannu-Ola, al punt 52° 20′ N, 97° 30′ E; el Malii (baix) Ienissei, conegut també amb el nom de Kaa-Khem (Каа-Хем) neix a la Vall de Darhat (rift), a Mongòlia. S'ha demostrat que l'estreta sortida cap a la Vall de Darhat ha estat regularment bloquejada pel glaç, formant així un llac tan gran com el seu veí, el Llac Khovsgol, quan el gran bloc de glaç es retirava (l'últim cop fa 9.300 anys), una volum de 500 km³ d'aigua podia quedar lliure, descendint possiblement de forma violenta i catastròfica.
Aquests dos corrents principals flueixen cap a l'oest i convergeixen a Kizil i, després de rebre les aigües del riu Khemtxik (Хемчик), cap al nord seguint les valls del Saian oriental. En aquesta zona hi trobem la presa Saiano-Xuxenskaia, que alimenta la planta hidroelèctrica més gran de Rússia, completada el 1989, que produeix 6.400 MW destinats a la producció d'alumini. 25 km més avall, on el Ienissei emergeix de les muntanyes en una àrea d'estepa, hi trobem la presa de Maina, de 30 m d'alçada.
Uns 120 km riu avall el Ienissei passa per Abakan, la capital de Khakàssia, i per Minussinsk. 300 km més i arriba a Krasnoiarsk, després d'acostar-se a 10 km del Txulim (afluent de l'Obi) i de trobar-se la presa de Krasnoiarsk, just abans de la ciutat, que és un port important i té connexió amb el Transsiberià.
70 km riu avall, la ciutat tancada de Jeleznogorsk no apareix a la majoria de mapes, ja que era un centre d'armament nuclear i base per satèl·lits soviètics. L'estat dels residus nuclears no es coneix amb certesa, però el Ienissei continua essent contaminat per algunes filtracions. A uns 200 km riu avall hi trobem la confluència amb el riu Angarà (el tram final del qual es coneix amb el nom de Tunguska Superior [Верхная Тунгуска]).

### Llac Baikal
La part alta del riu Angarà (320 km navegables en part) desemboca a l'extrem nord del llac Baikal provinent de la República de Buriàtia, però el cabal més important que rep el llac és del riu Selengà, que forma un delta a la part del sud-est del llac. Els rius més llargs que hi aporten les aigües provenen de la cara est de les muntanyes Khangai, a la Mongòlia central. El Tuul passa per la capital de Mongòlia, Ulan Bator, i l'Egiin Gol drena el llac Khovsgol.

### El riu Angarà
L'Angarà (rus Ангара) drena el llac Baikal i s'allunya d'Irkutsk (la capital de la regió) 1840 km per convergir amb el Ienissei a Strelka (58,101° N, 92,998° E). Al llarg del recorregut de l'Angarà es troben quatre embassaments que proveeixen d'electricitat a les indústries locals: 
- L'embassament d'Irkutsk, situada a l'inici del seu curs, (44 m) produeix 650 MW.
- L'embassament de Bratsk (124 m), 500 km riu avall, va ser construïda als anys 60 i produeix 4.500 MW. El pantà que en resulta rep el nom de "Llac del Drac" per la seva forma. Els rius Oka i Iia, provinents dels vessants nord del Saian oriental, en formen les mandíbules i 400 km del riu Angarà en formen la «cua».
- L'embassament d'Ust-Ilimsk, barratge nou situat 250 km riu avall. Aquest pantà també afecta el riu Ilim.
- L'embassament de Bogutxani, a Kódinsk, barratge nou no operacional, situat 400 km més avall.

Hi ha projectes per construir més embassaments, però les conseqüències que comporta per a l'entorn el fet de barrar completament el pas al riu Angarà han provocat protestes.
Angarsk, a 50 km d'Irkutsk, és el centre en expansió de la indústria petroliera de la Sibèria Oriental i seu d'una enorme refineria de Yukos. Un gran oleoducte porta petroli cap a l'oest i se'n construeix un altre cap a l'est per abastir el Japó des del port de Nakhodka, a la mar del Japó. El potencial exacte de la Sibèria Oriental és desconegut, però hi ha dos centres petroliers més: les terres de Kovuktinskoie, prop de Jigalovo, 200 km al nord d'Irkutsk, i les remotes terres de Verkhnetxonsk, 500 km al nord d'Irkutsk, a l'altiplà de la Sibèria Central.

### Curs baix

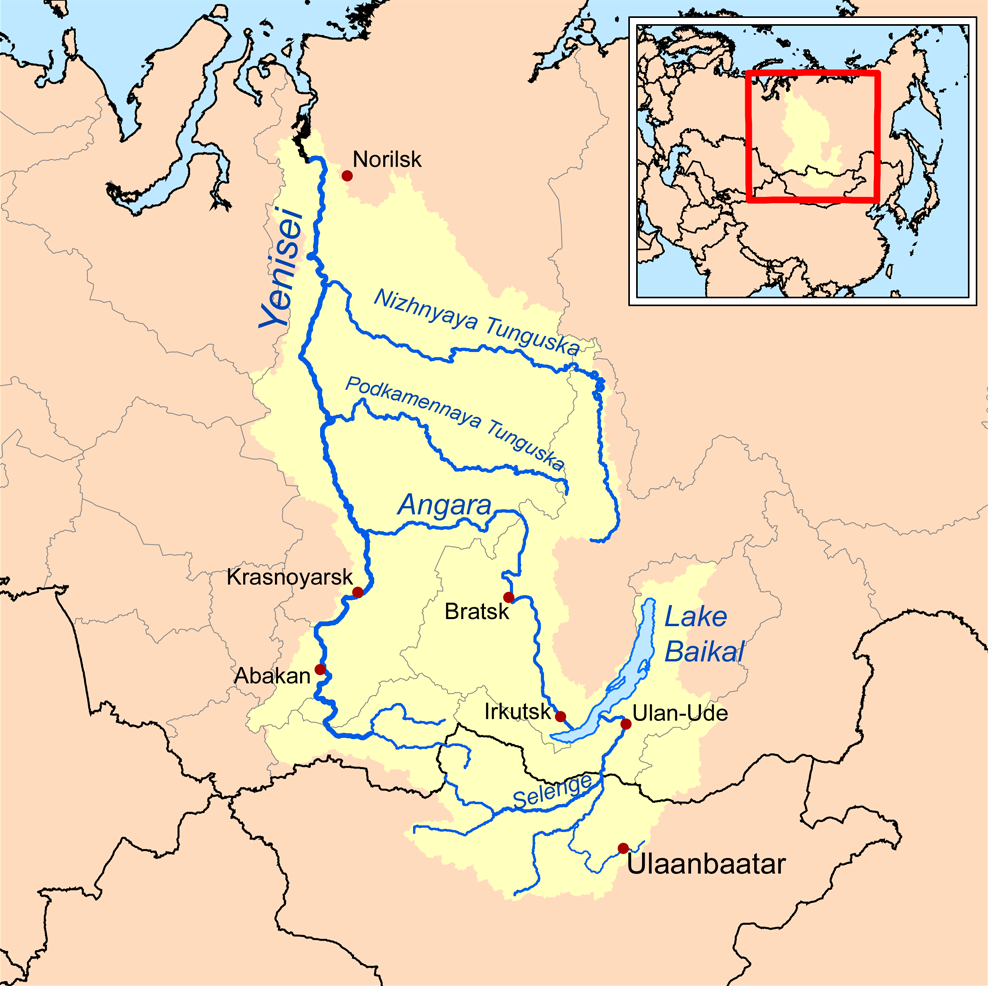
Afluents principals del Ienissei

El gran Kaz s'ajunta amb el Ienissei 300 km riu avall des de Strelka. És important perquè s'hi troba la connexió amb el riu Obi mitjançant el canal Obi-Ienissei el riu Ket.
El riu comença a eixamplar-se i el seu llit queda ple d'illes a mesura que nombrosos rius n'augmenten el cabal, en particular el Tunguska Pedregós (Podkamennaia Tunguska) de 1.800 km i el Tunguska Inferior (Nizhniaia Tunguska) a Turukhansk, tot drenant l'Altiplà de la Sibèria Central des de l'est.
La remota regió de Tunguska és més coneguda per l'impacte del meteorit del 1908 (vegeu: Esdeveniment de Tunguska). Actualment s'hi realitzen prospeccions per trobar petroli. Més enllà de Turukhansk, el riu s'endinsa a la tundra.
El Ienissei està glaçat durant més de la meitat de l'any i, si no es vigila, el gel forma preses que podrien causar inundacions desastroses. S'utilitzen explosius per mantenir l'aigua fluint. L'última ciutat important és Dudinka, connectada amb Krasnoiarsk per vaixells de línia regular. El Ienissei desemboca a la Mar de Kara en un estuari de 50 km d'amplada i 250 km de llargada, els ports del qual resten oberts mitjançant vaixells trencaglaç.
Durant l'última glaciació, la ruta cap a l'Àrtic estava bloquejada pel gel. Es creu que el Ienissei havia format un enorme llac que ocupava la major part de la Sibèria Occidental, i que possiblement desembocava a la mar Negra.

### Afluents
Els afluents més importants del Ienissei són, de la font a la desembocadura:
- Petit Ienissei (esquerra)

- Gran Ienissei (dreta)

- Khemtxik (esquerra)

- Kanteguir (esquerra)

- Abakan (esquerra)

- Tuba (dreta)

- Mana (dreta)

- Bazaikha (dreta)

- Katxa (esquerra)

- Kan (dreta)

- Angarà (dreta)

- Kem (esquerra)

- Bolxoi Pit (dreta)

- Sim (esquerra)

- Dubtxes (esquerra)

- Podkàmennaia Tunguska (dreta)

- Bakhta (dreta)

- Ielogui (esquerra)

- Níjniaia Tunguska (dreta)

- Turukhan (esquerra)

- Kureika (dreta)

- Khantaika (dreta)

- Bólxaia Kheta (esquerra)

- Tanama (esquerra)

## Navegació
El primer equip que va navegar per la totalitat del riu Ienissei, incloent-hi la violenta part part del curs alt a Mongòlia, va ser format per Ben Kozel, Tim Cope, Colin Angus i Remy Quinter, provinents d'Austràlia i Canadà. Kozel i Angus van escriure un llibre cadascú amb els detalls d'aquesta expedició. També se n'ha produït un documental de la National Geographic Television.

## Flora i fauna
La conca del Ienissei (excloent el llac Baikal i els llacs de la capçalera de Khantaika) acull 55 espècies de peixos autòctons, incloent-hi dues endèmiques: Gobio sibiricus (un ciprínid gobioní) i Thymallus nigrescens (un thymallus). El tímal es limita a Llac Khövsgöl i els seus afluents. La majoria de peixos que es troben a la conca del Ienissei són espècies eurosiberianes o siberianes relativament esteses, com ara el lluç (Esox lucius), la madrilleta vera (Rutilus rutilus), el leuciscus leuciscus, lottus sibiricus (Cottus poecilopus), la perca de riu (Perca fluviatilis) i el carassius gibelio. A la conca també trobem nombrosos salmònids (truites, peixos blancs, salvelinus, llomes, hucho i parents) i l'esturió siberià (Acipenser baerii).
La vall del Ienissei és un hàbitat per a nombrosa flora i fauna, amb espècies d'arbres notables: el pi de Sibèria i el larix sibirica. En temps prehistòrics el pi roig, Pinus sylvestris, era abundant a la vall del Ienissei c. 6000 aC. També hi ha nombroses espècies d'ocells presents a la conca hidrogràfica, incloent, per exemple, la cornella emmantellada, Corvus cornix.

### Ramat de rens de Taimir
El ramat de rens de la tundra de Taimir (Rangifer tarandus sibiricus), el ramat de rens més gran del món, migra a les zones de pastura d'hivern al llarg del Ienissei. S'estima que tenia entre 800.000 i 850.000 individus el 2010, però segurament ha arribat a més d'un milió.

## Història
Les tribus nòmades com el poble Ket i el poble Yugh han viscut al llarg de les ribes del Ienissei des de l'antiguitat, i aquesta regió és la ubicació de la família lingüística del Ienissei enisey. Els Ket, uns 1.000, són els únics supervivents avui d'aquells que originalment vivien al centre-sud de Sibèria prop de les ribes del riu. Els seus parents extints incloïen els Kotts, Assans, Arins, Baikots i Pumpokols que vivien riu amunt, al sud. El Ket modern va viure a les zones centrals orientals del riu abans de ser assimilat políticament a Rússia entre els segles XVII i XIX.
Algunes de les evidències més antigues conegudes d'orígens turcs es van trobar a la vall del Ienissei en forma d’esteles, monòlits de pedra i tauletes commemoratives que daten entre els segles VII i IX dC, juntament amb alguns documents que es van trobar a la regió de Xinjiang de la Xina. L'evidència escrita recollida d'aquestes fonts parla de batalles lliurades entre turcs i xinesos i altres llegendes. També hi ha exemples de poesia uigur, encara que la majoria només han sobreviscut en traducció xinesa.
El blat del Ienissei va ser venut pels musulmans i els uigurs durant les collites a Bukhara i Soghd durant l'època tahirida.
Els russos van arribar per primera vegada a l'alt Ienissei el 1605, viatjant des de l'Obi, pujant pel Ket, portant i després pel Ienissei fins al Sim.
Durant la Segona Guerra Mundial, l’Alemanya nazi i l'Imperi Japonès van acordar dividir Àsia seguint una línia que seguia el Ienissei fins a la frontera de la Xina i després per la frontera de la Xina i la Unió Soviètica.

## Galeria

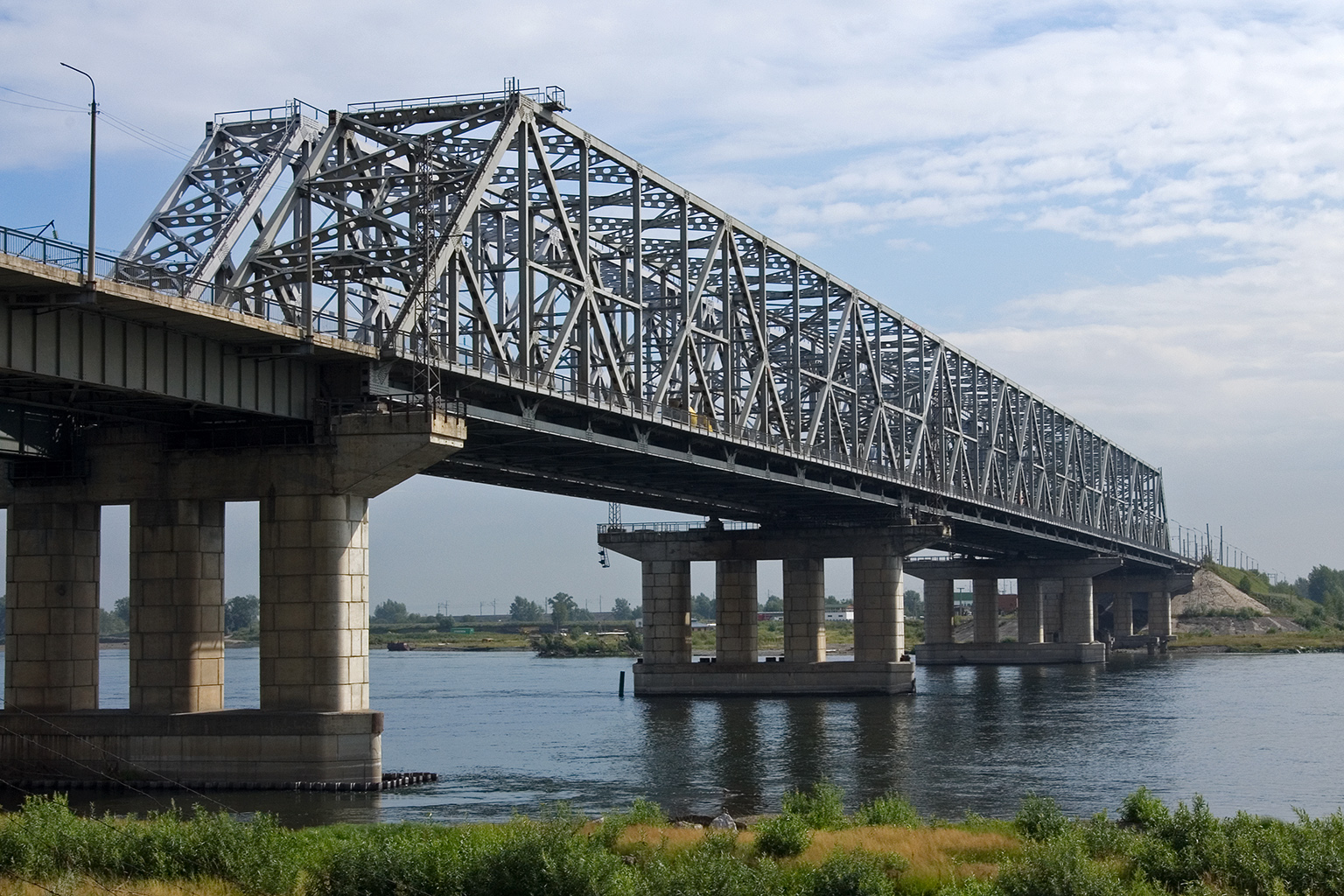
El pont sobre el Ienissei a Krasnoiarsk, Rússia, vist des de la riba esquerra.
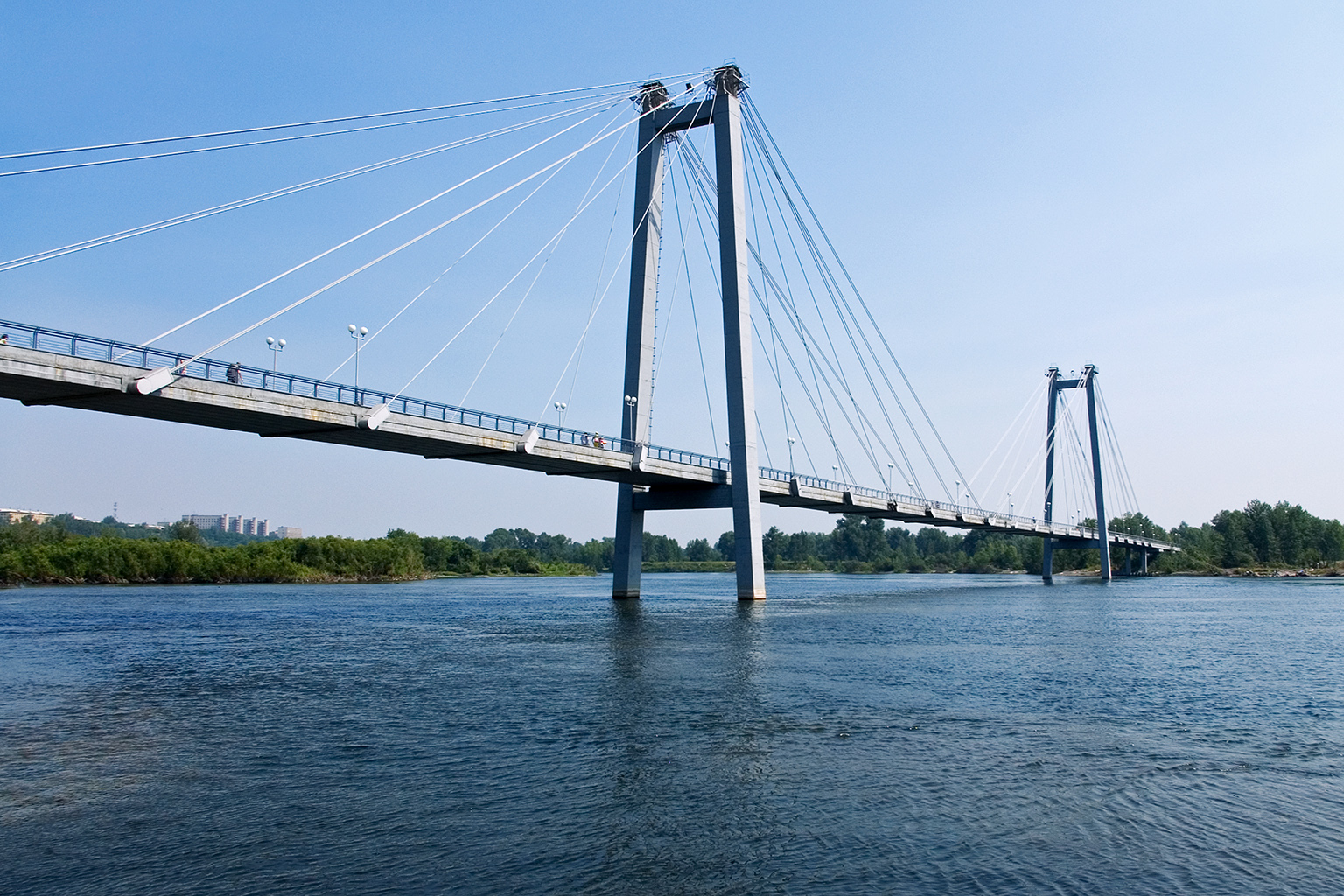
Vinogradovski Most, el pont de Krasnoiarsk, Rússia, vist des de la riba esquerra.
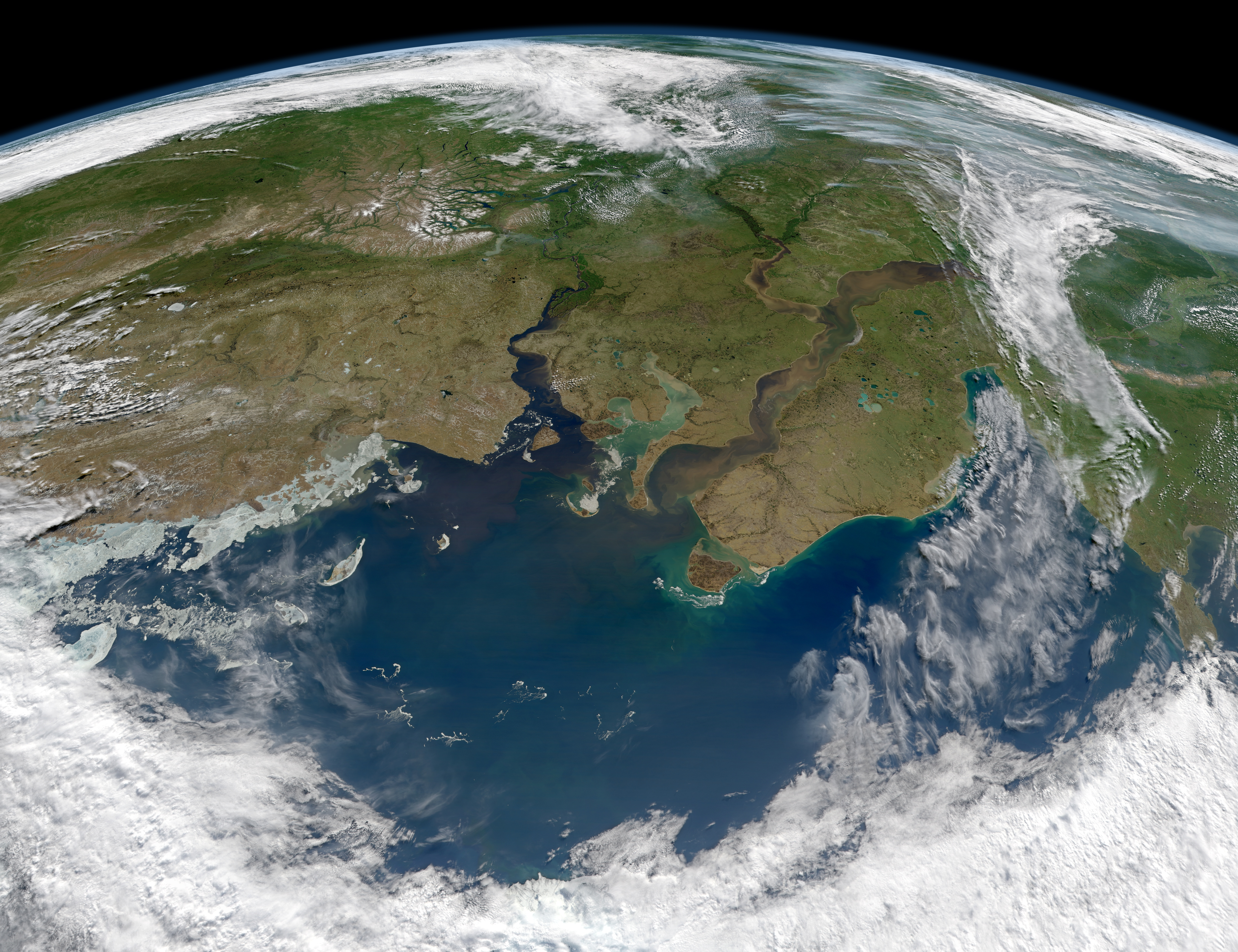
El Ienissei (esquerra) i l'Obi desemboquen al mar de Kara (al sud a la part superior en aquesta vista).